# Isaniris
Isaniris är ett släkte av skalbaggar. Isaniris ingår i familjen vivlar.

## Dottertaxa tillIsaniris, i alfabetisk ordning[1]
- Isaniris acuticollis
- Isaniris armiger
- Isaniris ater
- Isaniris australis
- Isaniris bidentulus
- Isaniris centropus
- Isaniris cognatus
- Isaniris costulatus
- Isaniris cribripennis
- Isaniris decorsei
- Isaniris gerstaeckeri
- Isaniris hamaticollis
- Isaniris lanipes
- Isaniris latestui
- Isaniris laticeps
- Isaniris lectus
- Isaniris letestui
- Isaniris mimetis
- Isaniris parvulus
- Isaniris pilipes
- Isaniris pusillus
- Isaniris rana
- Isaniris saegeri
- Isaniris setipennis
- Isaniris seydeli
- Isaniris sinuatus
- Isaniris spinithorax
- Isaniris thomsoni
- Isaniris tibialis
- Isaniris trapezicollis
- Isaniris veterator
- Isaniris viridimicans